# Channel One (Reino Unido e Irlanda)
Channel One era un canal de televisión británico propiedad y operado por Virgin Media Television y luego Sky plc. El canal se lanzó el 1 de octubre de 2007 a las 21:00 en Freeview, Virgin Media y Sky como Virgin1, en sustitución de Ftn. El canal transmite las 24 horas por cable, satélite y TDT; un turno de una hora, Channel One +1, transmitido por cable y satélite.
BSkyB adquirió el canal el 4 de junio de 2010 y lo renombró como Channel One. El 15 de septiembre de 2010, BSkyB anunció que cerraría Channel One y los canales hermanos Bravo y Bravo 2. El espacio Freeview de Channel One en el multiplex se usó para lanzar Challenge allí. Channel One cerró el 1 de febrero de 2011 a las 06:00. Fue reemplazado por Challenge en Freeview y Sky Atlantic en Sky.

## Historia
Se anunció en el verano de 2007 que Virgin Media Television iba a lanzar el nuevo canal. La cadena había expresado previamente su interés en ejecutar un canal de entretenimiento general para coincidir con el relanzamiento de NTL: Telewest to Virgin Media. Al principio, la compañía declaró que todos sus otros canales, incluido Ftn, seguirían funcionando con normalidad, pero debido a que Ftn tenía un horario de máxima audiencia de Freeview clave, esto se cambió más tarde.
El canal se lanzó como Virgin1 a las 21:00 del 1 de octubre de 2007 en todas las plataformas (Freeview, Virgin Media y Sky) en sustitución del antiguo canal de Virgin Media Television Ftn. Algunas fuentes de medios han afirmado que estaba destinado a competir directamente con el canal insignia de British Sky Broadcasting, Sky1, que en agosto de 2010 tenía una participación de mercado del 0,8% en comparación con el 0,7% de Virgin1.
El 20 de febrero de 2008, el canal se trasladó de las antiguas ranuras 153 y 154 de Ftn en Sky y se hizo cargo de las ranuras 121 y 122 de Bravo, que se colocaron más arriba en la EPG. Al día siguiente, el canal alcanzó sus índices de audiencia más altos hasta el momento, con el estreno de la temporada de Terminator: The Sarah Connor Chronicles, que aseguró una participación del 4.2% de los espectadores multicanal.
El 27 de abril de 2009, se anunció que Virgin1 (en Freeview) pasaría del multiplex D al multiplex A, permitiendo que el canal transmita las 24 horas del día. Su espacio desocupado se usó para lanzar una versión diferida del canal que transmitía de 18:00 a 06:00. En Gales, solo estuvo disponible de 09:00 a 19:00, con el servicio +1 solo disponible a partir de las 19:00.
El 14 de mayo de 2009, Virgin Media Television anunció planes para renovar el canal. El 9 de junio de 2009, se sometió a un cambio de marca con nuevas identificaciones, parachoques rotos e identidad en pantalla. Como parte del cambio de marca, se introdujo una mascota llamada Red, un personaje títere del creador de ITV Digital Monkey.
El 20 de octubre de 2009, el canal redujo su horario de Freeview de 09:00 a 03:00, lo que permitió el lanzamiento de Tease Me TV. La revocación de la licencia de TMTV en noviembre de 2010 liberó el ancho de banda que usaba del Canal Uno, pero quedó vacante hasta el cierre del canal.
Desde el 30 de octubre de 2009, el canal emitió brevemente TNA iMPACT! a las 21:00 (que también se mostró en el canal hermano Bravo en ese momento). Esta fue la primera vez que la lucha libre se transmitió en televisión gratuita en el Reino Unido desde 2001.
El 1 de junio de 2010, la versión diferida del canal dejó de emitirse en el canal 35 de Freeview, lo que permitió a Yesterday ampliar sus horas de emisión. El servicio en diferido continuó operando en plataformas satelitales y de cable, entre las 04:00 y la 01:00 todos los días (la transmisión simultánea del Challenge Jackpot en vivo en Virgin1 entre las 00:00 y las 03:00 no se realizó en diferido).
El 4 de junio de 2010, British Sky Broadcasting y Virgin Media anunciaron que habían llegado a un acuerdo para la adquisición por parte de Sky de Virgin Media Television. Virgin1 también fue parte del trato, pero fue rebautizado como Channel One el 3 de septiembre de 2010, ya que el nombre Virgin no tenía licencia para Sky.

#### Señales
En septiembre de 2010, se lanzó un canal en horario de 1 hora llamado Channel One +1.

### Cierre
El 15 de septiembre de 2010, BSkyB anunció que cerraría Channel One y sus canales hermanos Bravo y Bravo 2. Sky citó la similitud del contenido de Channel One con el de Sky3, que de manera similar proporcionó a los espectadores de Freeview una muestra del contenido previamente disponible para los suscriptores de Sky. Sin embargo, muchos espectadores de Freeview criticaron a Sky por simplificar deliberadamente sus ofertas de Freeview en un intento de ganar más suscriptores para su servicio Sky TV. Sky3 en particular, fue percibido por muchos espectadores por estar constantemente lleno de programación original de Sky, mientras que Sky Sports News fue eliminado del servicio Freeview. Otros cuestionaron la inclusión de Challenge como reemplazo en Freeview. A finales de diciembre, el locutor de continuidad confirmó la fecha de cierre del canal el 1 de febrero de 2011. A las 06:00 del 1 de febrero de 2011, Channel One dejó de transmitir en todas las plataformas, y muchos programas se trasladaron a otros canales propiedad de Sky. Fue reemplazado por Challenge en Freeview y Sky Atlantic en Sky. El último programa emitido en el canal fue un episodio de Star Trek Enterprise. Desde el cierre, se incorporaron aspectos del servicio anterior de Channel One, incluida la programación de ciencia ficción y drama, en el canal gratuito de Sky, Pick.

### Emisiones más vistas
La siguiente es una lista de los diez programas más vistos en Channel One, basada en datos Live +7 proporcionados por BARB hasta el 18 de octubre de 2010.
| Pos. | Show                                    | Episodio                            | No. de espectadores | Fecha                 |
| ---- | --------------------------------------- | ----------------------------------- | ------------------- | --------------------- |
| 1    | Terminator: The Sarah Connor Chronicles | 1.01 – "Pilot"                      | 764,000             | 21 de febrero de 2008 |
| 2    | Warehouse 13                            | 1.01 – "Pilot"                      | 570,000             | 8 de abril de 2010    |
| 3    | Warehouse 13                            | 1.02 – "Resonance"                  | 555,000             | 15 de abril de 2010   |
| 4    | V                                       | 1.01 – "Pilot"                      | 541,000             | 11 de octubre de 2010 |
| 5    | V                                       | 1.02 – "There is No Normal Anymore" | 495,000             | 18 de octubre de 2010 |
| 6    | Warehouse 13                            | 1.04 – "Claudia"                    | 479,000             | 29 de abril de 2010   |
| 7    | Terminator: The Sarah Connor Chronicles | 1.03 – "The Turk"                   | 463,000             | 6 de marzo de 2008    |
| 8    | Terminator: The Sarah Connor Chronicles | 1.05 – "Queen's Gambit"             | 450,000             | 20 de marzo de 2008   |
| 9    | Terminator: The Sarah Connor Chronicles | 1.02 – "Gnothi Seauton"             | 446,000             | 28 de febrero de 2008 |
| 10   | Terminator: The Sarah Connor Chronicles | 1.04 – "Heavy Metal"                | 445,000             | 13 de marzo de 2008   |

## Programación
El programa para Channel One consistió en una mezcla de comedia, drama y programación fáctica estadounidense y británica, tanto adquiridos como comisionados. El canal se lanzó entre el canal Bravo dirigido a hombres y el canal Living dirigido a mujeres. Además del contenido exclusivo, Channel One también mostró contenido de Living, Bravo y Challenge.